# 若望·恩朱埃
若望·恩朱埃（英語：John Njue；1944年12月31日—）是肯雅籍天主教司鐸級樞機及現任內羅畢總教區總主教。

## 生平
恩朱埃生於1944年12月31日，肯尼亚東部省的城鎮恩布。於1948年受洗，並於1962年進入Nkubu的小修道院。從1967年至1974年，他在羅馬宗座傳信大學和宗座拉特朗大學深造，在那裡，他獲得了哲學學士和牧靈神學學士。他於1973年1月6日，在恩布教區晉鐸。
1986年9月20日晉牧，並被時任教宗若望·保祿二世任命為恩布教區主教。2002年3月9日，改任命為涅里總教區助理總主教。直到2007年10月6日，成為內羅畢總教區正權總主教。2007年11月24日被任為司鐸級樞機。2011年12月29日，他被任命宗座大眾傳播理事會成員，任期五年。和作為國際天主教移民委員會的副主席。2013年11月30日，教宗方濟各任命他為聖座教育部成員。